# Augustine Eguavoen
Augustine Owen Eguavoen (Sapele, 19 de agosto de 1965) é um ex-futebolista e treinador de futebol nigeriano que atuava como zagueiro. Atualmente é diretor-técnico da Federação Nigeriana de Futebol.

## Carreira
Em sua carreira, Eguavoen atuou por ACB Lagos (1988), Gent (1986 a 1990), KV Kortrijk (1990 a 1994 e 1995 a 1996), CD Ourense (1994 a 1995), Sacramento Scorpions (1996) e Torpedo Moscou (1997 a 1998). Em 2001, aos 35 anos de idade, se aposentou no Sliema Wanderers, onde também acumulou a função de técnico em sua última temporada.

## Seleção Nigeriana
Eguavoen disputou 53 partidas pela Seleção Nigeriana de Futebol entre 1986 e 1998, não marcando gols.
Participou das Copas de 1994 e 1998. No Mundial dos EUA, foi titular em três partidas, cometendo o pênalti que decretaria a eliminação das Super Águias da competição depois de estar durante praticamente todo o jogo na frente da Itália; Na França, Eguavoen jogaria apenas a partida contra o Paraguai, quando a Nigéria já estava classificada.
Além das Copas de 1994 e 1998, disputou as Olimpíadas de 1988, as edições de 1992 e 1994 do Campeonato Africano das Nações e a Copa Rei Fahd de 1995 (embrião da Copa das Confederações).

## Carreira como treinador
Em 2000, Eguavoen deu início à carreira de treinador quando ainda atuava pelo Sliema Wanderers. Comandaria ainda o Bendel Insurance (primeira passagem em 2002 e a segunda em 2014) e a Seleção Sub-20 da Nigéria até 2005, quando foi nomeado técnico da equipe principal, levando o ex-goleiro Ike Shorunmu e os ex-atacantes Samson Siasia e Daniel Amokachi para sua comissão técnica. Eguavoen permaneceu no comando da Seleção até 2007. Voltaria a treinar as Super Águias em 2010, na condição de interino.
Treinaria ainda o Black Leopards ([África do Sul]]), o Enyimba, a Seleção Nigeriana Sub-23, Sharks, COD United, Gombe United e Sunshine Stars. 
Desde outubro de 2020, trabalha como diretor-técnico da Federação Nigeriana de Futebol, função que acumularia com uma terceira passagem no comando da Seleção Nigeriana (a segunda como interino) entre dezembro de 2021 e janeiro de 2022, substituindo Gernot Rohr. Sob o comando de Eguavoen, as Super Águias terminaram a primeira fase como líderes no grupo D da Copa Africana, caindo nas oitavas de final para a Tunísia. Após o término da campanha nigeriana, foi substituído pelo português José Peseiro e reassumiu o cargo de diretor-técnico da NFF.

## Títulos

### Como jogador
Nigéria
- Campeonato Africano das Nações: 1994

Sliema Wanderers
- Copa Maltesa: 1999–00
- Supercopa Maltesa: 1999–00

### Como treinador
Enyimba
- Copa da Nigéria: 2009